# Yougoslavie au Concours Eurovision de la chanson 1972
La Yougoslavie a participé au Concours Eurovision de la chanson 1972 le 25 mars à Édimbourg. C'est la 12e participation yougoslave au Concours Eurovision de la chanson.
Le pays est représenté par la chanteuse Tereza Kesovija et la chanson Muzika i ti (en), sélectionnées par RTV Zagreb à travers la finale nationale Jugovizija 1972.

## Sélection

### Pjesma Eurovizije 1972
Le radiodiffuseur yougoslave croate Radiotelevizija Zagreb (Radio-télévision de Zagreb) organise la finale nationale intitulée Pjesma Eurovizije 1972 en collaboration avec la Jugoslovenska Radio-Televizija (JRT, « Radio-télévision yougoslave ») afin de sélectionner l'artiste et la chanson représentant la Yougoslavie au Concours Eurovision de la chanson 1972.

#### Finale
La finale nationale yougoslave Pjesma Eurovizije 1972, présentée par Mirjana Jančić, a eu lieu le 12 février 1972 à Sarajevo,.
Douze chansons participent à cette sélection yougoslave. Les chansons sont interprétées en serbo-croate et en macédonien, langues officielles de la Yougoslavie.
Seuls les résultats des cinq premières chansons sont connues.
| Ordre | Artiste                | Chanson                                             | Langue                 | Traduction                        | Points | Place |
| ----- | ---------------------- | --------------------------------------------------- | ---------------------- | --------------------------------- | ------ | ----- |
| 1     | Daniela Pančetović     | Kade si majko (Каде си мајко)                       | Macédonien             | Où es-tu, maman?                  | NC     | NC    |
| 2     | Jadranka Stojaković    | Tik tika taka (Тик тика така)                       | Serbo-croate (bosnien) | –                                 | NC     | NC    |
| 3     | Radojka Šverko (en)    | Bijeli san (Бијели сан)                             | Serbo-croate (croate)  | Rêve blanc                        | 1 930  | 2     |
| 4     | Zoran Leković (en)     | Cveće ljubavi (Цвеће љубави)                        | Serbo-croate (serbe)   | Fleurs d'amour                    | 1 901  | 3     |
| 5     | Tereza Kesovija        | Muzika i ti (Музика и ти)                           | Serbo-croate (croate)  | La musique et toi                 | 2 216  | 1     |
| 6     | Višnja Korbar (hr)     | Jedan dan (Један дан)                               | Serbo-croate (croate)  | Un jour                           | NC     | NC    |
| 7     | Dragan Antić           | Zbogom mama, zbogom tata (Збогом мама, збогом тата) | Serbo-croate           | Au revoir maman, au revoir papa   | NC     | NC    |
| 8     | Nevia Rigutto          | Grli me, grli dragi (Грли ме, грли драги)           | Macédonien             | Embrasse-moi, embrasse-moi, chéri | 1 207  | 5     |
| 9     | Bisera Veletanlić (en) | Sad odlazi (Сад одлази)                             | Serbo-croate (serbe)   | Maintenant il s'en va             | NC     | NC    |
| 10    | Dalibor Brun (en)      | Ljubavi, ljubavi (Љубави, љубави)                   | Serbo-croate (croate)  | Amour, amour                      | NC     | NC    |
| 11    | Azra Halilović         | Sreća pokraj naš (Срећа покрај наш)                 | Serbo-croate (bosnien) | Le bonheur parmi nous             | NC     | NC    |
| 12    | Leo Martin (en)        | Biću uvek sam (Бићу увек сам)                       | Serbo-croate (serbe)   | Je serai toujours seul            | 1 504  | 4     |

Lors de cette sélection, c'est la chanson Muzika i ti (en) interprétée par Tereza Kesovija, qui fut choisie,.
Le chef d'orchestre sélectionné pour la Yougoslavie à l'Eurovision 1972 est Nikica Kalogjera (hr).

## À l'Eurovision
Chaque pays a un jury de deux personnes. Chaque juré attribue entre 1 et 5 points à chaque chanson.

### Points attribués par la Yougoslavie
| 10 points | Luxembourg                      |
| 9 points  | Pays-Bas Royaume-Uni            |
| 8 points  | Autriche                        |
| 7 points  | Suède                           |
| 5 points  | Allemagne Norvège France Suisse |
| 4 points  | Finlande Italie Monaco Portugal |
| 3 points  | Irlande                         |
| 2 points  | Belgique Espagne Malte          |

### Points attribués à la Yougoslavie
| 10 points                          | 9 points                           | 8 points                          | 7 points          | 6 points   |
| ---------------------------------- | ---------------------------------- | --------------------------------- | ----------------- | ---------- |
|                                    | - Monaco                           | - Belgique - Espagne - Luxembourg | - Allemagne       | - Pays-Bas |
| 5 points                           | 4 points                           | 3 points                          | 2 points          |            |
| - Irlande - Portugal - Royaume-Uni | - France - Malte - Norvège - Suède | - Autriche - Finlande             | - Italie - Suisse |            |

Tereza Kesovija interprète Muzika i ti en 13e position lors de la soirée du concours, suivant l'Italie et précédant la Suède.
Au terme du vote final, la Yougoslavie termine 9e sur 18 pays participants, ayant reçu 87 points au total,.